# Unión de Rugby de Rosario
La Unión de Rugby de Rosario es el organismo que controla los partidos de rugby en la ciudad de Rosario, provincia de Santa Fe.
Trece Clubes están afiliados a la unión: el Club Atlético del Rosario compite en el torneo de la URBA, y el resto compite en el Torneo del Litoral, una competición que incluye equipos de otras uniones, como la Santa Fe y la Entre Ríos.
Clubes de Rosario disfrutaron del éxito en el Nacional de Clubes. Jockey Club (1997) y Duendes (2004, 2009 y 2011). En cuanto al Torneo del interior (segundo torneo más importante a nivel nacional) Duendes se consagró en 2003,2006,2012 y 2013 y Jockey en 2000 y 2002.. En 2019 Gimnasia y Esgrima se consagró campeón del Torneo del interior A venciendo en la final a Marista de Mendoza. Por su parte, en 2007 Universitario de Rosario se adjudicó el regional del centro del país y en 2008 lo compartió con Tala de Córdoba. Participa en la Primera División del Campeonato Argentino de Rugby.

## Consejo Directivo URR 2022
Rubén González Fresneda (presidente), Martin Vergara (vice), Juan José Pablo (secretario), Miguel Conde (tesorero), Juan Carlos Venesia (titular), Claudio Bonardi (titular), Cesar Nasio (titular), Pablo Grassellini (titular), Pablo Catera (titular), Norberto Speciale (titular), Alejandro Nogues (suplente), Juan LaFontana (suplente), Ariel Magariños (suplente), Marcelo Gentili (suplente), y Mariano Grynblat (revisor de Cuenta titular) y  Gustavo Iriarte (revisor de Cuenta suplente).  

## Torneos Oficiales de Primera División
| CAMPEONES DE LA U.R.R |                                                |      |                                         |
| 1929                  | Club Atlético del Rosario                      | 1973 | Club Atlético del Rosario               |
| 1930                  | Club Atlético del Rosario                      | 1974 | Club Atlético del Rosario               |
| 1931                  | No se Disputó (*1)                             | 1975 | Club Atlético del Rosario               |
| 1932                  | Club Atlético del Rosario                      | 1976 | Club Atlético del Rosario               |
| 1933                  | Club Atlético del Rosario                      | 1977 | Club Atlético del Rosario               |
| 1934                  | Club Universitario de rosario                  | 1978 | Club Atlético del Rosario               |
| 1935                  | Club Atlético del Rosario                      | 1979 | Club Atlético del Rosario               |
| 1936                  | Club Atlético del Rosario                      | 1980 | Club Atlético del Rosario               |
| 1937                  | Club Universitario de rosario                  | 1981 | Club Atlético del Rosario               |
| 1938                  | Club Atlético del Rosario                      | 1982 | Club Atlético del Rosario               |
| 1939                  | Club Atlético del Rosario                      | 1983 | Club Atlético del Rosario               |
| 1940                  | Club Atlético del Rosario                      | 1984 | Club Atlético del Rosario               |
| 1941                  | Club Atlético del Rosario                      | 1985 | Club Atlético del Rosario / Jockey Club |
| 1942                  | Club Atlético del Rosario                      | 1986 | Jockey Club Rosario                     |
| 1943                  | Club Atlético del Rosario                      | 1987 | Jockey Club Rosario                     |
| 1944                  | Club Universitario de rosario                  | 1988 | Jockey Club Rosario                     |
| 1945                  | Club Universitario de Rosario                  | 1989 | Jockey Club Rosario                     |
| 1946                  | Club Atlético del Rosario                      | 1990 | Jockey Club Rosario                     |
| 1947                  | Club Atlético del Rosario                      | 1991 | Gimnasia y Esgrima                      |
| 1948                  | Club Atlético del Rosario                      | 1992 | Jockey Club Rosario                     |
| 1949                  | Club Atlético del Rosario                      | 1993 | Duendes Rugby Club                      |
| 1950                  | Club Atlético del Rosario                      | 1994 | Jockey Club Rosario                     |
| 1951                  | Club Atlético del Rosario                      | 1995 | Jockey Club / Duendes Rugby Club        |
| 1952                  | Gimnasia y Esgrima / Universitario             | 1996 | Duendes Rugby Club                      |
| 1953                  | Club Atlético del Rosario                      | 1997 | Jockey Club Rosario                     |
| 1954                  | Club Atlético del Rosario                      | 1998 | Jockey Club Rosario                     |
| 1955                  | Tacuara Rugby Club                             | 1999 | Jockey Club Rosario                     |
| 1956                  | Tacuara Rugby Club                             | 2000 | Duendes Rugby Club (*2)                 |
| 1957                  | Club Atlético del Rosario                      | 2001 | Jockey Club Rosario                     |
| 1958                  | Club Universitario de Rosario                  | 2002 | Duendes Rugby Club                      |
| 1959                  | Tacuara Rugby Club                             | 2003 | Gimnasia y Esgrima                      |
| 1960                  | Duendes Rugby Club                             | 2004 | Gimnasia y Esgrima                      |
| 1961                  | Club Atlético del Rosario                      | 2005 | Club Universitario                      |
| 1962                  | Club Atlético del Rosario / Duendes R.C.       | 2006 | Duendes Rugby Club                      |
| 1963                  | Duendes Rugby Club                             | 2007 | Duendes Rugby Club                      |
| 1964                  | Duendes Rugby Club                             | 2008 | Santa Fe Rugby                          |
| 1965                  | Club Atlético del Rosario / Duendes Rugby Club | 2009 | Club Universitario de Rosario           |
| 1966                  | Duendes Rugby Club                             | 2010 | Duendes Rugby Club                      |
| 1967                  | Duendes Rugby Club / Club Atlético del Rosario | 2011 | Duendes Rugby Club                      |
| 1968                  | Duendes Rugby Club                             | 2012 | Duendes Rugby Club                      |
| 1969                  | Duendes Rugby Club                             | 2013 | Duendes Rugby Club                      |
| 1970                  | Club Atlético del Rosario                      | 2014 | Duendes Rugby Club                      |
| 1971                  | Duendes Rugby Club                             | 2015 | Duendes Rugby Club                      |
| 1972                  | Club Los Caranchos                             | 2016 | Duendes Rugby Club                      |
| 2017                  | Jockey Club de Rosario                         |      |                                         |
| 2018                  | Duendes Rugby Club                             |      |                                         |
| 2019                  | Old Resian Club                                |      |                                         |
| 2022                  | Gimnasia y Esgrima de Rosario                  |      |                                         |
| 2023                  |                                                |      |                                         |

## Selección
La Unión está representada por los Ñandúes en el Campeonato Argentino de Rugby de la UAR. Rosario ganó la competición en 1965, al ganar 8-6 frente a Buenos Aires, y llegó a la final otras 15 veces.

### Participación en copas
Cross Border
- Cross Border 2008: 2º puesto de grupo.
- Cross Border del Este 2009: Vicecampeón.
- Cross Border 2010: 2º puesto de grupo.
- Cross Border 2011: 2º puesto de grupo.

## Clubes
Afiliados:

### Clubes Afiliados e Invitados
|  | Club Atlético del Rosario          |
|  | Duendes Rugby Club                 |
|  | Club Gimnasia y Esgrima de Rosario |
|  | Jockey Club de Rosario             |
|  | Club Universitario de Rosario      |
|  | Old Resian Club                    |
|  | Club Belgrano de San Nicolás       |
|  | Club Logaritmo Rugby               |
|  | Club Atlético Municipal            |
|  | Club Los Caranchos                 |
|  | Los Pingüinos Rugby Club           |
|  | Club de Regatas de San Nicolás     |
|  | Club Atlético Provincial           |
|  | Jockey Club de Venado Tuerto       |
|  | Club Social Rufino (Los Pampas)    |

Invitados:
|  | Casilda Rugby Club              |
|  | Club Almafuerte de las Rosas    |
|  | Gimnasia y Esgrima de Pergamino |
|  | La Cañada Rugby                 |
|  | Colon de San Lorenzo            |
|  | Roldán RC                       |
|  | Ciclista San Nicolás            |
|  | Carcarañá Rc                    |
|  | Talleres de Arroyo Seco         |
|  | Funes Rugby Club                |
|  | Armstrong RC                    |
|  | Cruz Alta Rugby Club            |
|  | Villa Rugby Club                |
|  | Totoras Rugby Club              |
|  | El Trébol                       |
|  | Sportivo Oliveros               |
|  | Ramallo RC                      |
|  | Villa Gobernador Galvéz         |

- Datos: Q4005988